# جينو كلارا
جينو كلارا (بالإسبانية: Gino Clara)‏ (26 مايو 1988 في الأرجنتين - ) هو لاعب كرة قدم أرجنتيني في مركز الهجوم. لعب مع إنديبندينتي وكولو-كولو ولوس أنديس ونادي تريستينا وهوراكان وClub Atlético Villa San Carlos ‏ واتحاد سان فيليبي ‏ ورينجرز دي تالكا وUS Agropoli 1921 ‏.

## وصلات خارجية
- جينو كلارا على موقع إي إس بي إن إف سي (الإنجليزية)
- جينو كلارا على موقع قاعدة بيانات كرة القدم.إي يو (الإنجليزية)
- جينو كلارا على موقع Soccerway.com (الإنجليزية)
- جينو كلارا على موقع عالم كرة القدم.نت (الإنجليزية)